# West Seneca
West Seneca är en kommun (town) i Erie County i delstaten New York. Vid 2010 års folkräkning hade kommunen 44 711 invånare.

## Kända personer från West Seneca
- Chris Mueller, ishockeyspelare
- Lee Stempniak, ishockeyspelare